# ぐるぐるバット

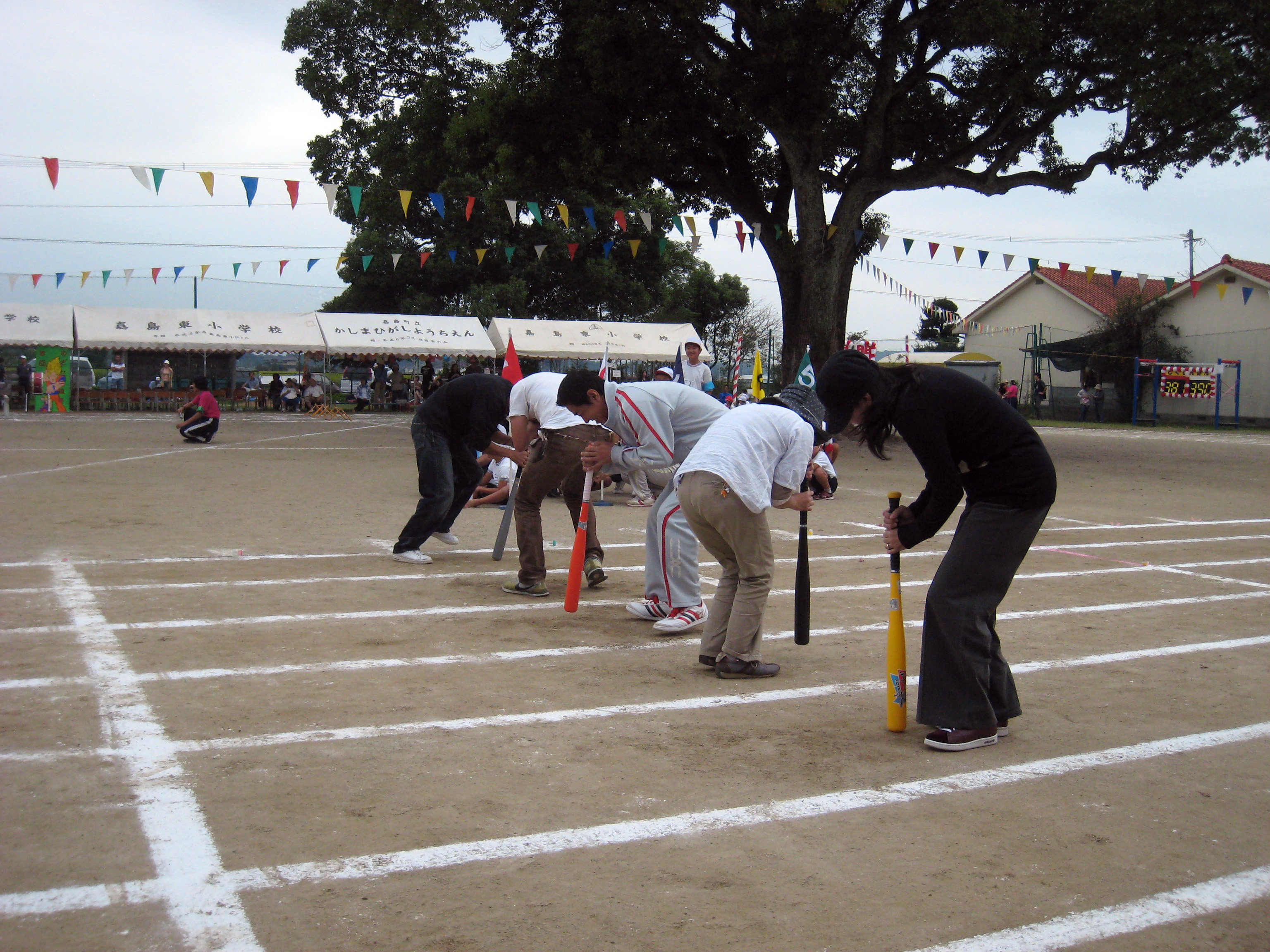
ぐるぐるバットの様子（2008年）

ぐるぐるバットは運動会などで行われる競技のひとつ。バットまわりなどとも呼ばれる。

## 概要
ぐるぐるバットは、走者がバットの柄の先端を額にあて、反対側を地面につけてバットを中心に約10回程回転してから、コースを走り競争する競技。障害物競走などでも用いられることがある。走者が目を回し、ふらふらとあらぬ方向へ走るその姿は見るものを楽しませる。
またバラエティ番組においても若手芸人などがこれを行うことがあり、罰ゲームを用意しタイムを計る、コースの外にプールなどを設置しコースを外れると落ちる、といったゲーム感覚で行われることがある。
英語圏でDizzy batと呼ばれるものがあり、中空のプラスチックバットの中にビールを入れ、それを飲んでから、バットまわりと同じようにバットの柄の先端を額にあて、反対側を地面につけてバットを中心に一定回数回転する。